# هماتوم

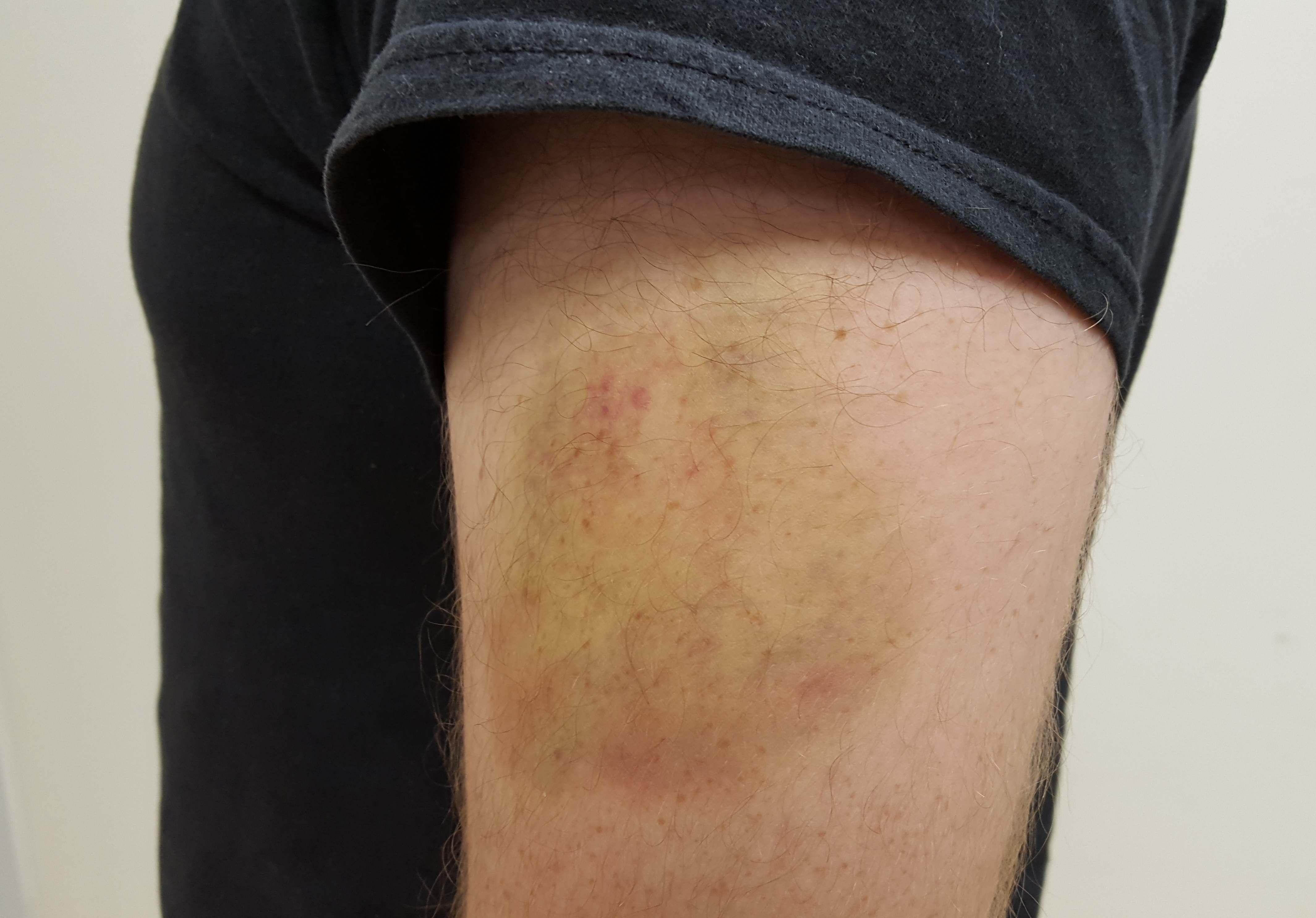
هماتوم بالای بازوی یک مرد بالغ ناشی از ضربه مشت

هماتوم (به انگلیسی: Hematoma) به جمع شدن خون در بخشی از بدن ولی بیرون از رگ‌های خونی گفته می‌شود.

## درجه‌بندی
- پتشی – هماتوم با قطر کوچکتر از ۳ میلی‌متر
- پورپورا (رنگ ارغوانی) – هماتوم با قطر یک سانتیمتر, به‌طور معمول به‌شکل دایره‌وار
- اکیموز – تجمع خون بیرون از رگ‌های خونی یا کبودی "سیاه یا آبی" با قطر بزرگ